# 13752 Grantstokes
13752 Grantstokes è un asteroide della fascia principale. Scoperto nel 1998, presenta un'orbita caratterizzata da un semiasse maggiore pari a 2,4328659 UA e da un'eccentricità di 0,1885888, inclinata di 7,11011° rispetto all'eclittica.